# Iaszosz (település)
Iaszosz (görög nyelven: Ἰασός vagy Ἰασσός, latinos formában Iasus) ókori görög város a mai Törökország területén, Káriában, a Iaszoszi-öbölben (jelenleg Güllüki-öböl), a modern Güllük várossal szemben. Az ókori város még szigetre épült, amely mára a szárazföld része. A Törökországi Muğla tartomány Milas kerületében található, Kıyıkışlacık Alevi falujában, mintegy 31 km-re Milas központjától.

## Története

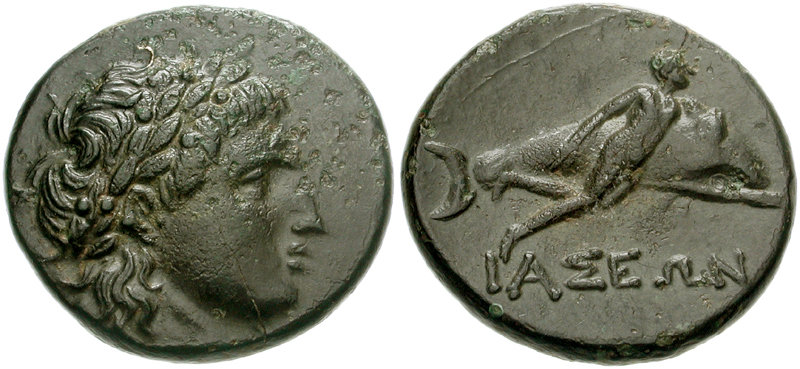
Pénzérmék Iaszoszból

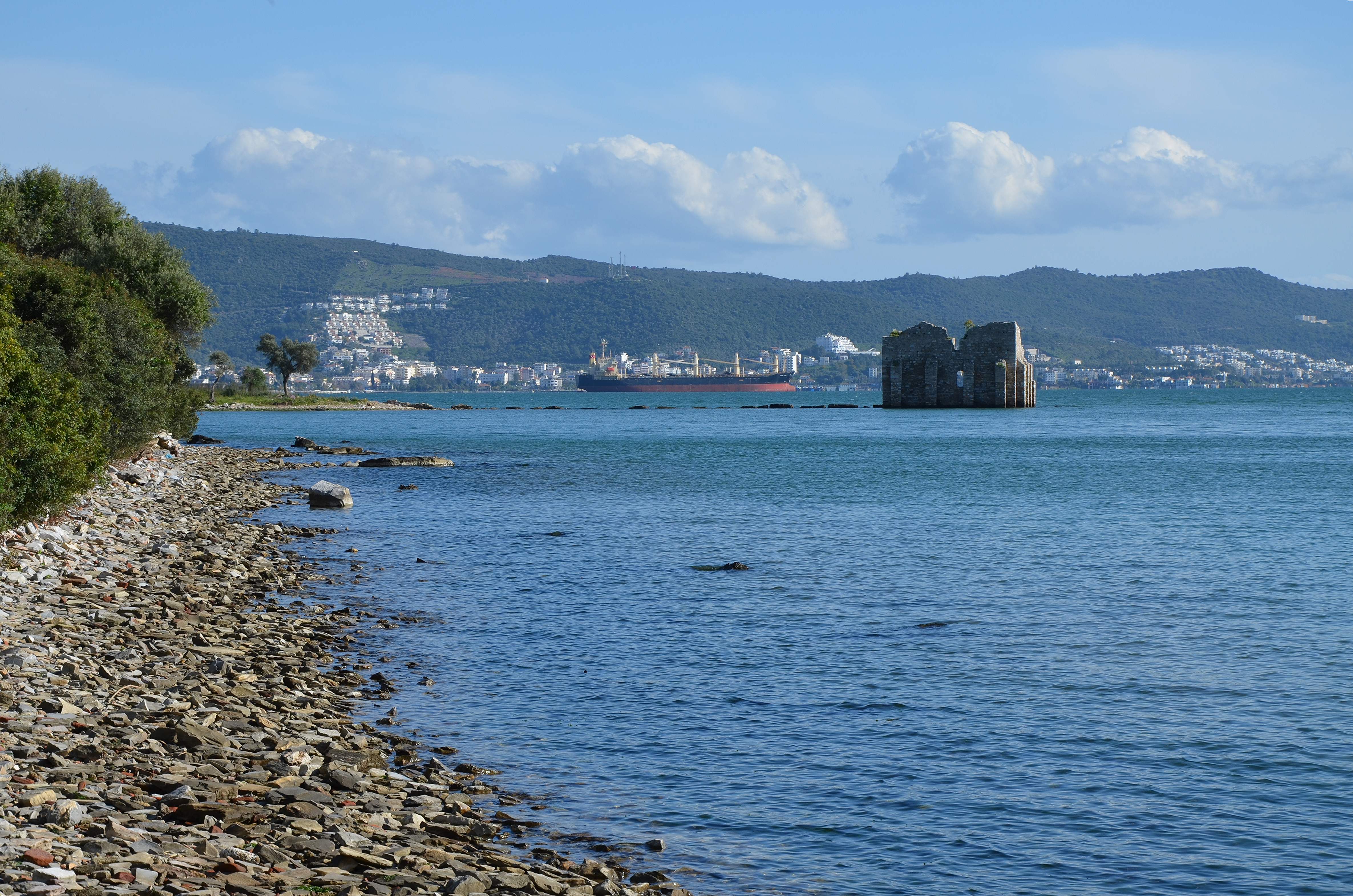
Iaszosz látképe

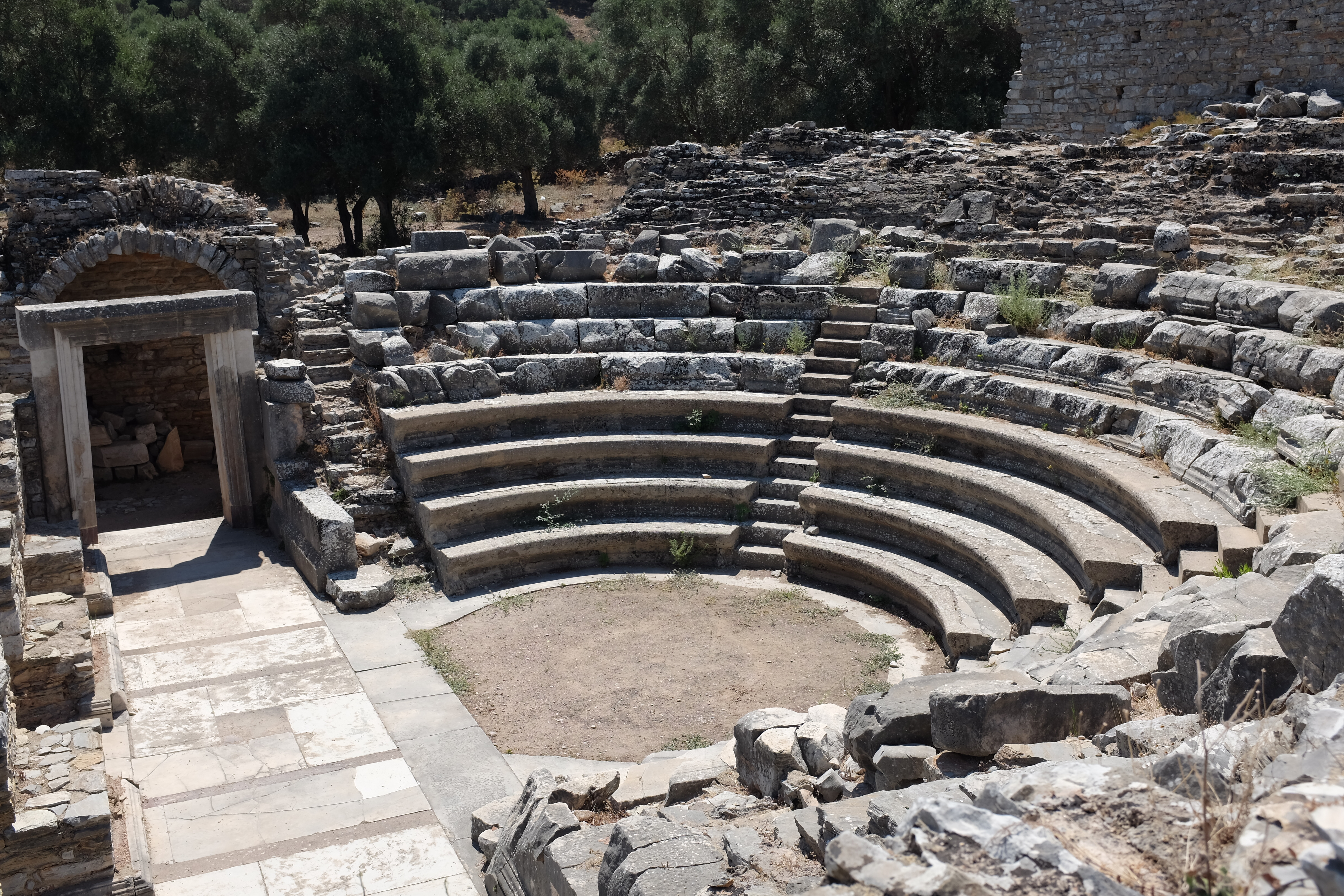
A színház maradványai

Iaszoszt a korai bronzkor óta folyamatosan lakták. A korai időkben a Küklád-szigetek kultúrája hatott rá.
A várost argoszi telepesek alapították és a milétosziak bővítették ki. Iaszosz, amely úgy tűnik, elfoglalta a kis sziget egészét, a halászatból és halak kereskedelméből nagy haszonra tett szert. A város a Déloszi Szövetség tagja volt, és részt vett a peloponnészoszi háborúban (ie 431-404). Az athéniak szicíliai expedíciója után Iaszoszt megtámadták a spártaiak és szövetségeseik; abban az időben itt Amorgész, egy perzsa főnök uralkodott, aki II. Dareiosz ellen fordult. A spártaiak elfogták Amorgészt, és átadták Tisszaphernésznek, és a várost is lerombolták. Az i. e. 4. században Hekatomnosz satrapa uralma alá került. 
A Iaszosz szomszédságában lévő hegyek vérvörös és élénk fehér színű márványt adtak, amelyet a régiek díszítő célokra használtak. A város közelében állt Hesztia szentélye. A városfalak egy része még mindig látható, falazása szabályos, masszív és szép struktúrájú. A szikla oldalán nagy területű színház romjai találhatók, és több feliratot és érmét is találtak ott.

## Régészet
A területen az előzetes kutatást 1835-ben Charles Texier francia régész végezte el. Számos ősi görög feliratot találtak a helyszínen, amelyet később  St Albans herceg a British Múzeumba vitt. Azóta Iaszoszon és a nekropolisz területén az Athéni Olasz Régészeti Iskola megbízásából Doro Levi (1960-1972), Clelia Laviosa (1972-1984) és Fede Berti (1984-2011) folytattak tudományos feltárást. 2011-től 2013-ig az ásatások vezetője Marcello Spanu volt.

## Galéria

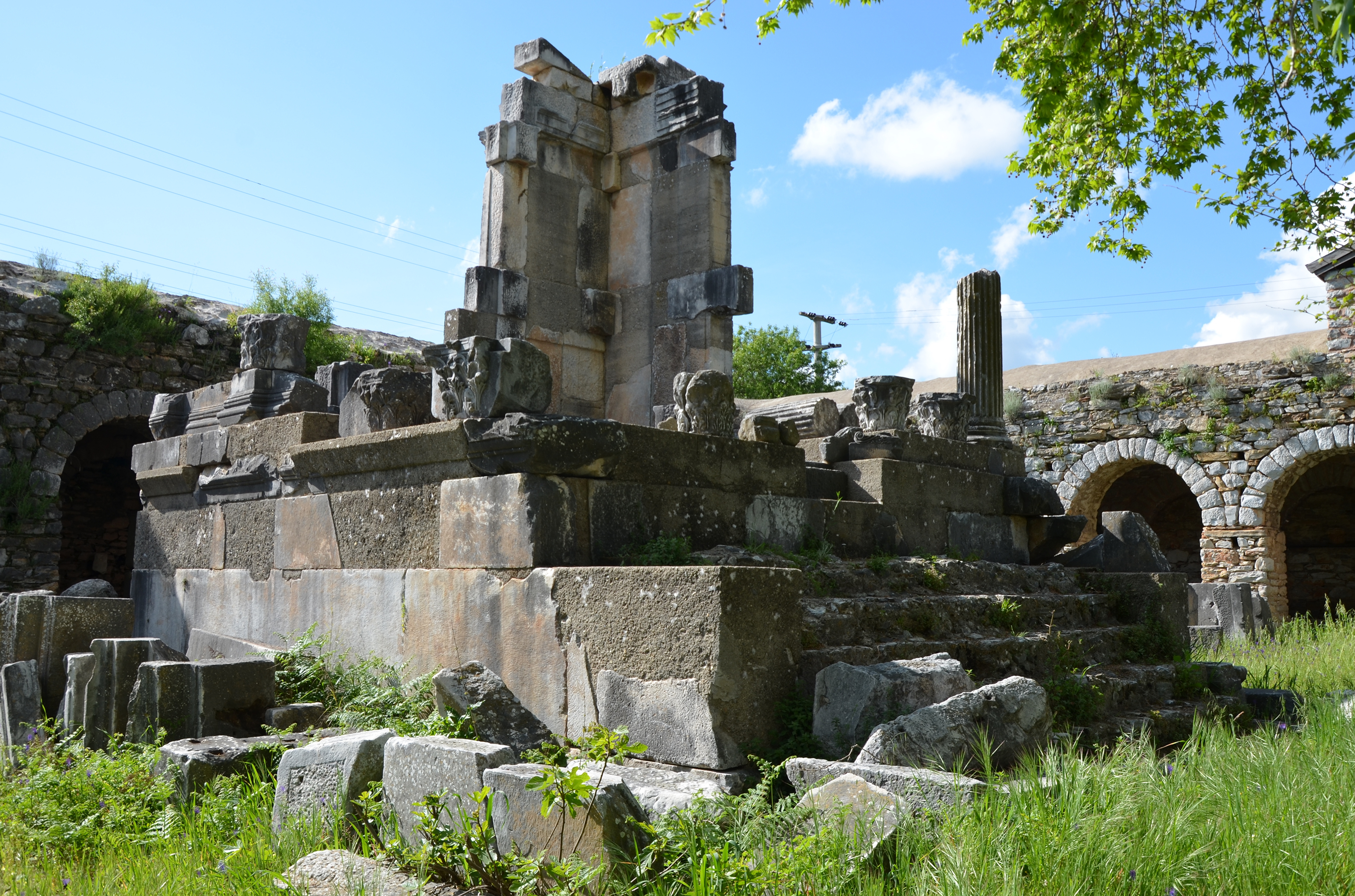
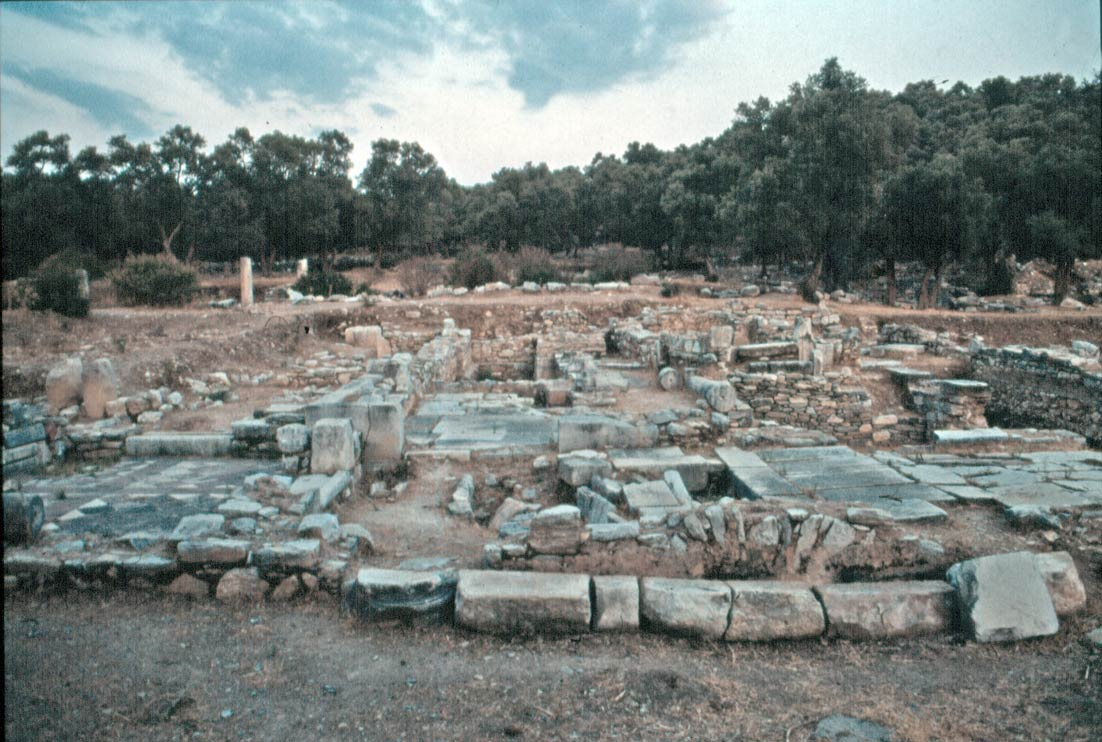
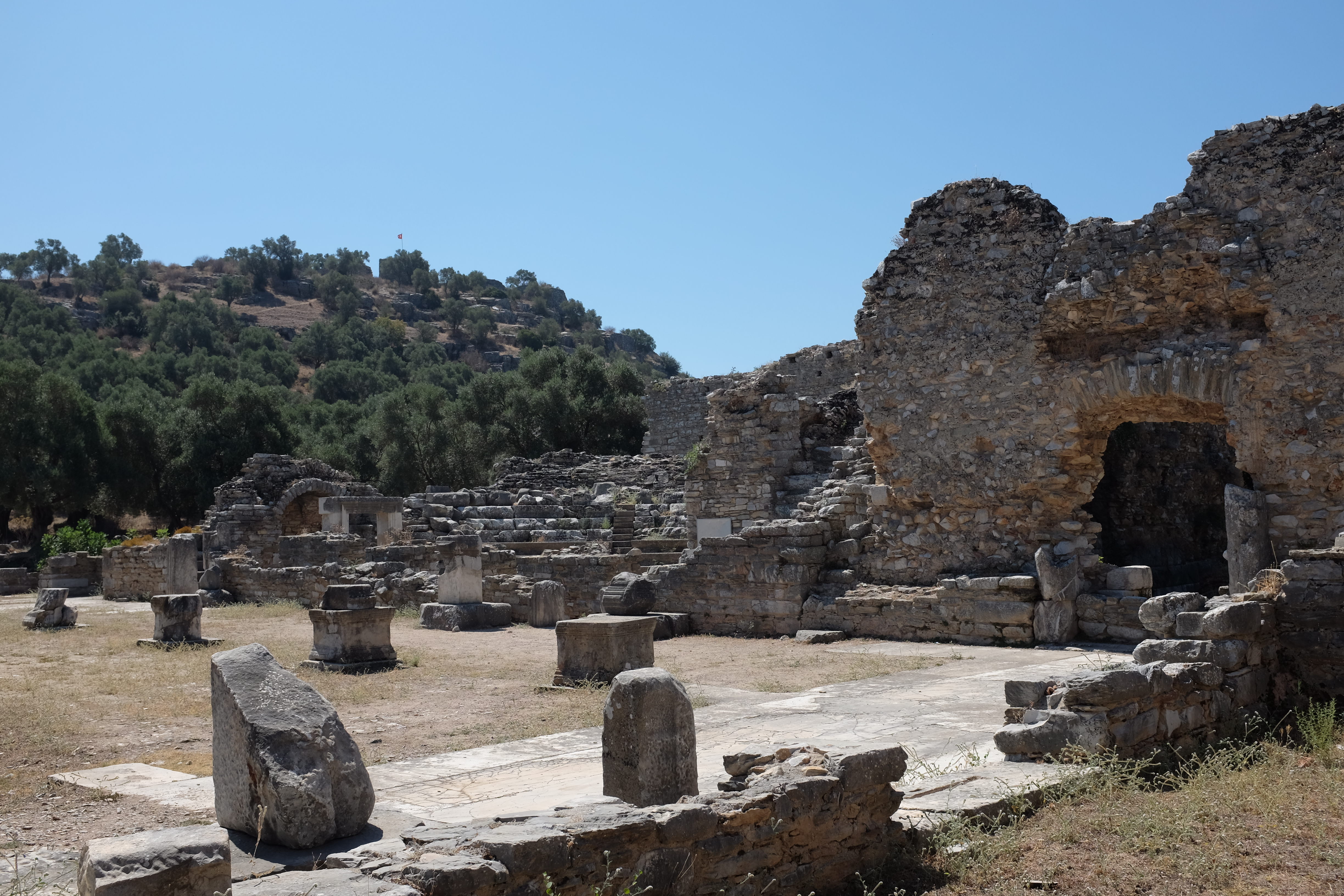
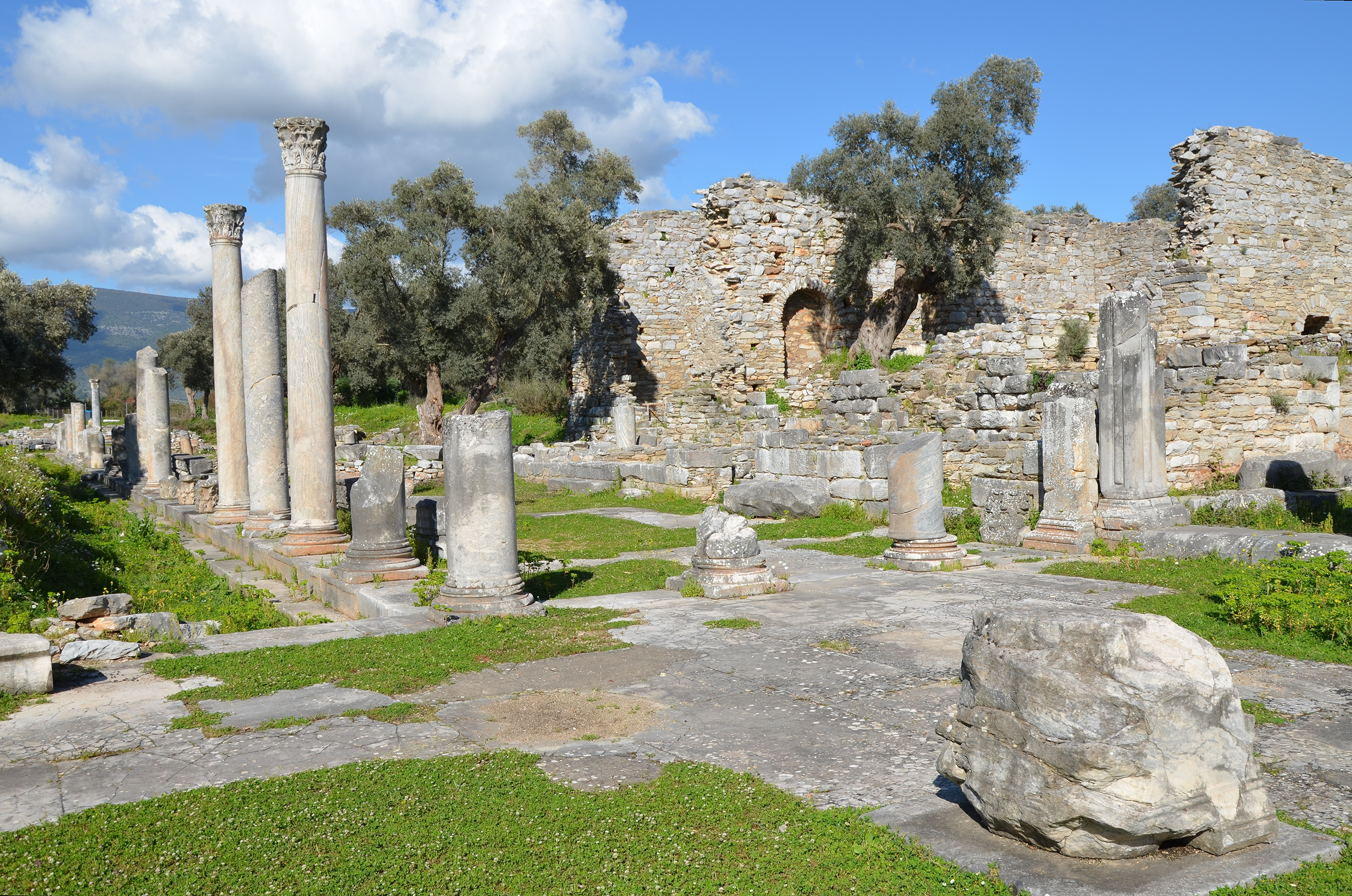
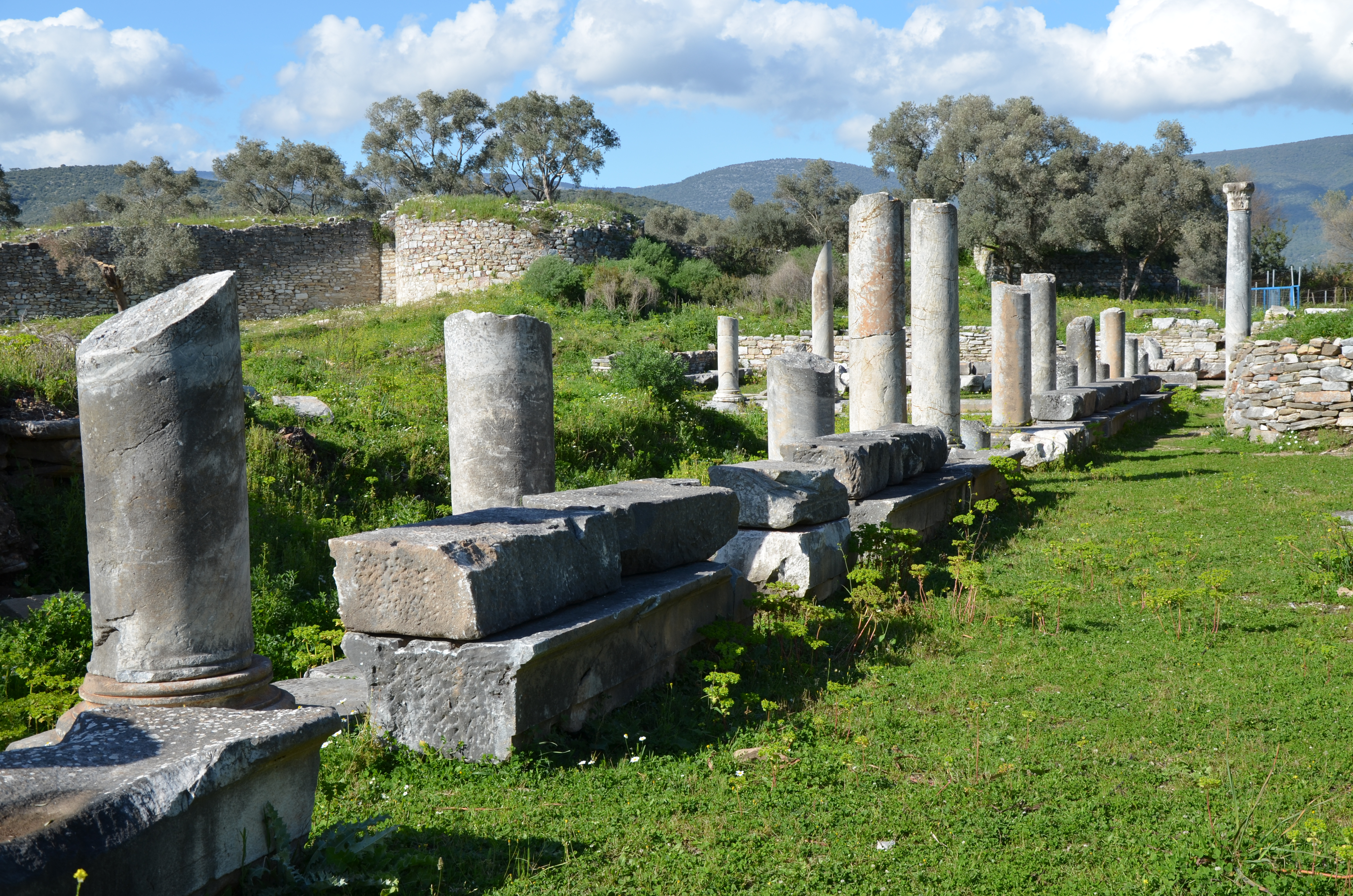
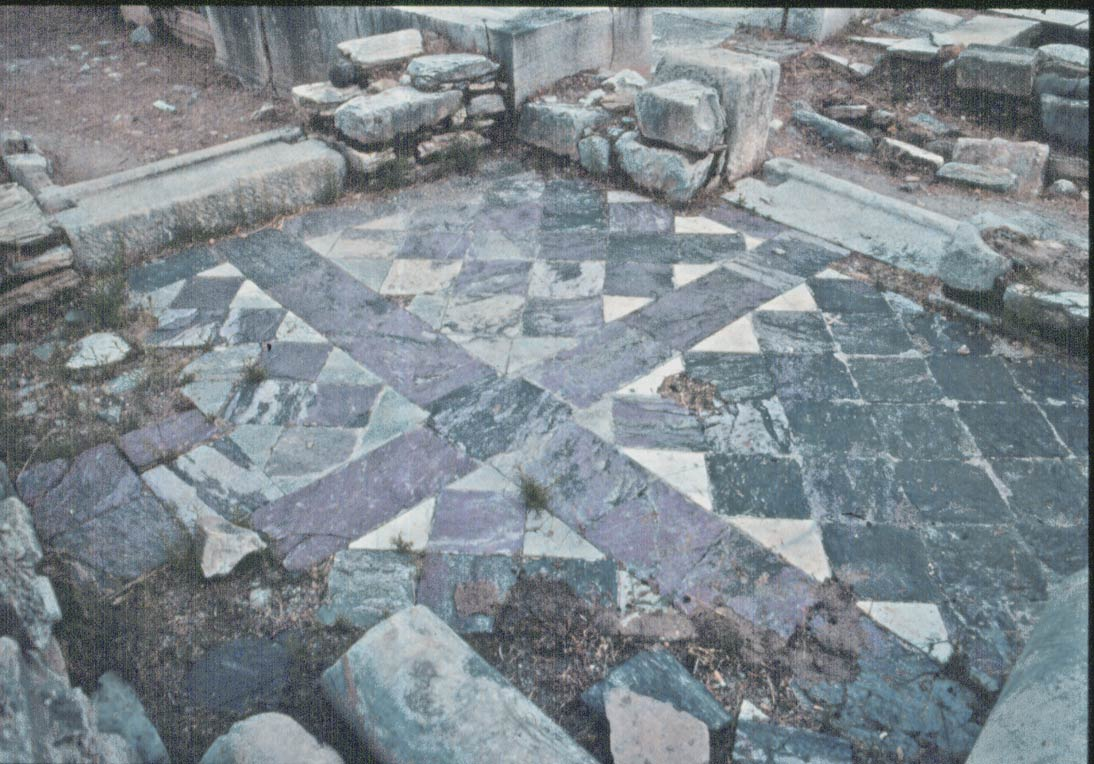
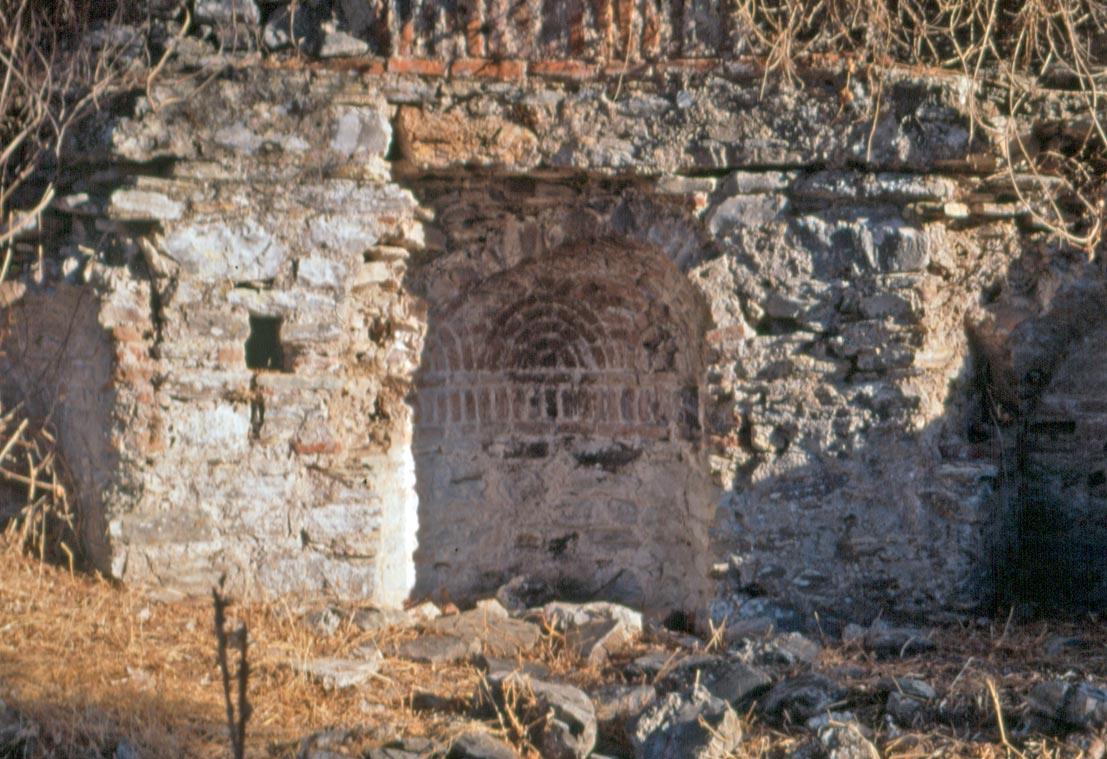
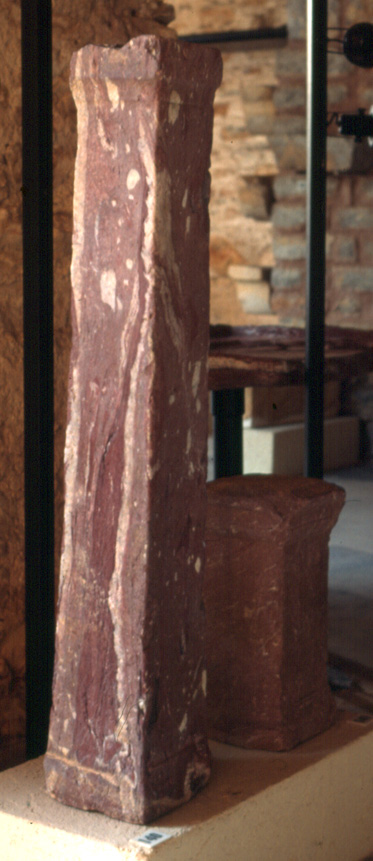